# Alfred Mohr
Alfred Mohr (ur. 20 stycznia 1889 w Oberremmel, zm. 1 kwietnia 1917 w okolicach Arras) – as lotnictwa niemieckiego Luftstreitkräfte z 6 potwierdzonymi zwycięstwami w I wojnie światowej.
Służył w Jagdstaffel 3 od samego początku jej powstania. Musiał być doświadczonym pilotem skoro po śmierci pierwszego dowódcy Jasta 3, Ewalda von Mellenthin 12 września 1916, został mianowany jej dowódcą. Jednostką dowodził do dnia śmierci, 1 kwietnia 1917 roku. Pierwsze zwycięstwo odniósł 21 października 1916 roku. Łącznie zaliczono mu 6 pewnych zwycięstw.
1 kwietnia 1917 roku w czasie walki z samolotem angielskim z 12. Eskadry został zestrzelony na północ od Arras przez załogę Gordon i Baker. Leciał wówczas swoim Albatrosem D.III o numerze seryjnym 2012/16.